# Victor Wembanyama
Victor Wembanyama (Le Chesnay, 4 gennaio 2004) è un cestista francese professionista nella NBA con i San Antonio Spurs e della nazionale francese ed è il più alto cestista NBA in attività.
È il primo rookie nella storia NBA a essere stato inserito nell'All-Defensive First Team.

## Inizi e carriera giovanile
Wembanyama nasce nel comune francese di Le Chesnay, nell'Île-de-France. Cresce giocando come portiere di calcio e praticando judo. Inizia a giocare a basket sotto la guida della madre, ex giocatrice, all'età di quattro-cinque anni. A sette anni inizia la carriera nella squadra locale del Entente Le Chesnay Versailles, prima di unirsi alle giovanili del Nanterre 92 all'età di 10 anni (nonostante le offerte di Barcellona e ASVEL). Nel febbraio 2018 viene girato in prestito al Barcellona per la Minicopa del Rey, una competizione under-14 spagnola, chiusa al terzo posto. Nella finale per il terzo posto mette a segno 16 punti con 15 rimbalzi.
Nella stagione 2019-20 inizia a giocare con l'Espoirs Nanterre nella LNB Espoirs, la lega under-21 francese. Nel febbraio 2020 partecipa al torneo di Kaunas, valido per la qualificazione all'Adidas Next Generation Tournament (ANGT). Chiude il torneo con 15,8 punti, 12 rimbalzi, 2,8 palle rubate e 6 stoppate a partita (miglior dato del torneo), venendo incluso nel miglior quintetto della manifestazione.
Il 20 settembre 2020 debutta mettendo a segno 22 punti, 18 rimbalzi e 5 stoppate. Viene poi assegnato al Centre Federal, facendo il debutto nella National Masculine, la terza divisione francese, il 21 ottobre. Wembanyama chiude l'incontro con 22 punti, 10 rimbalzi e 7 stoppate.

## Campionato francese

### Nanterre 92 (2019-2021)
Wembanyama debutta tra i professionisti il 29 ottobre 2019, giocando 31 secondi contro Brescia nella EuroCup, diventando il secondo più giovane di sempre a debuttare nella competizione. Il 23 settembre 2020 debutta nella LNB Pro A, mettendo a referto un rimbalzo in quattro minuti di gioco. Al termine della stagione viene nominato miglior giovane della stagione.

### ASVEL (2021-2022)
A fine stagione decide di lasciare il Nanterre e di approdare all'ASVEL, con cui firma, il 29 giugno 2021, un contratto di tre anni. Il 3 aprile 2022 realizza il massimo in carriera per punti segnati, chiudendo con 25 (10/16 dal campo) nella vittoria contro il Le Portel.
Il 25 giugno l'ASVEL, nonostante l'assenza in finale di Wembanyama a causa di un problema muscolare, si laurea campione di Francia, regalando al francese il suo primo titolo. Wembanyama chiude la stagione con 9,4 punti, 5,1 rimbalzi e 1,8 stoppate di media a partita.

### Metropolitans 92 (2022-2023)
Poco dopo la vittoria del campionato, Wembanyama decide di esercitare la clausola di rescissione nel suo contratto, terminando il rapporto con la squadra di Lione e approdando al Metropolitans 92, squadra del massimo campionato francese.

## NBA

### San Antonio Spurs
Il 22 giugno 2023 Wembanyama viene ingaggiato dai San Antonio Spurs come prima scelta assoluta al Draft NBA 2023. Nell'occasione diventa il primo giocatore francese a ricevere la prima chiamata del Draft, la seconda prima scelta più alta (dietro soltanto a Yao Ming), la seconda proveniente da uno stato europeo (dopo Andrea Bargnani) e la terza nella storia della franchigia texana, dopo David Robinson e Tim Duncan.
Wembanyama debutta nella Summer League il 7 luglio contro i Charlotte Hornets di fronte a un impianto tutto esaurito. Fa registrare nove punti e otto rimbalzi ma segna solamente due tiri su 13. Nella seconda partita, il 9 luglio, segna 27 punti con 12 rimbalzi nella sconfitta per 85-80 contro i Portland Trail Blazers. Il giorno successivo gli Spurs annunciano che non sarebbe più sceso in campo nella Summer League 2023.
Il 25 ottobre Wembanyama debutta nella stagione regolare NBA, facendo registrare 15 punti, 5 rimbalzi, 2 assist e 2 stoppate nella sconfitta per 126-119 contro i Dallas Mavericks. I suoi tre tiri da tre punti segnati sono un record degli Spurs per una matricola al debutto.
Il 2 novembre Wembanyama segna un nuovo primato personale di 38 punti, con 10 rimbalzi e 2 stoppate, nella vittoria per 132-121 sui Phoenix Suns. Si unisce così a LeBron James e Kevin Durant quali unici altri giocatori nella storia della NBA a fare registrare 35 punti, 10 rimbalzi e 2 stoppate a meno di vent’anni. Il 5 novembre mette a referto 20 punti, 9 rimbalzi e 5 stoppate nella sconfitta per 123-116 ai tempi supplementari contro i Toronto Raptors. Diventa così il primo rookie degli Spurs da Tim Duncan con 20 punti e 5 stoppate in una gara. Il 18 novembre termina con 19 punti, 13 rimbalzi, 4 assist e 8 stoppate nella sconfitta per 120-108 contro i Memphis Grizzlies. Si unisce così a Tim Duncan e David Robinson quali unici altri giocatori della storia della franchigia con 8 stoppate in una partita.
L'8 dicembre Wembanyama fa registrare 21 punti e 20 rimbalzi nella sconfitta per 121-112 contro i Chicago Bulls. Diviene così il giocatore più giovane nella storia della NBA con 20 punti e 20 rimbalzi in una partita a 19 anni e 338 giorni, superando il precedente primato di Dwight Howard. Il 13 dicembre segna 30 punti, con 12 rimbalzi e 6 stoppate, nella sconfitta per 122-119 contro i Los Angeles Lakers. Quattro giorni dopo termina con 17 punti e 13 rimbalzi nella sconfitta per 146-110 contro i New Orleans Pelicans. Supera così Dwight Howard per il maggior numero di gare consecutive con una doppia doppia per un giocatore sotto i vent’anni nella storia della NBA. Il 28 dicembre mette a referto 30 punti, 6 rimbalzi, 6 assist e 7 stoppate nella vittoria per 118-105 sui Trail Blazers. Diventa così il primo giocatore sotto i vent’anni nella storia della lega con almeno 20 punti, 5 rimbalzi, 5 assist e 5 stoppate in una partita.
Il 10 gennaio 2024 Wembanyama fa registrare la sua prima tripla doppia con 16 punti, 12 rimbalzi e 10 assist nella vittoria per 130-108 sui Detroit Pistons. Il 12 febbraio giunge la seconda tripla doppia con 27 punti, 14 rimbalzi e 10 stoppate nella vittoria sui Raptors. Diviene così il primo giocatore a fare registrare una tripla doppia con punti, rimbalzi e stoppate da Clint Capela nel 2021. È anche il primo giocatore della storia della NBA con una tripla doppia con 20 punti e 10 stoppate in meno di 30 minuti di gioco. Il 23 febbraio Wembanyama mette a referto 27 punti, 10 rimbalzi, 8 assist, 5 palle rubate e 5 stoppate nella sconfitta per 123-118 contro i Los Angeles Lakers. Diventa così il giocatore più giovane della storia della NBA a fare registrare un five-by-five, riuscendovi in 30 minuti, il minor tempo giocato nella storia della NBA per compiere quell’impresa. Il 3 marzo mette a segno 31 punti, 12 rimbalzi, 6 assist, 6 stoppate e una palla rubata nella vittoria per 117-105 sugli Indiana Pacers. Diviene così la prima matricola nella storia della NBA con due gare consecutive con almeno 25 punti, 10 rimbalzi, 5 assist e 5 stoppate. Raggiunge inoltre Tim Duncan e David Robinson quali unici altri rookie della storia della NBA con almeno 30 punti, 10 rimbalzi, 5 assist e 5 stoppate in una gara. Il 15 marzo termina con 17 punti, 9 rimbalzi, 2 assist, 2 palle rubate e 3 stoppate nella sconfitta per 117-106 contro i Denver Nuggets. Si unisce così a Raef LaFrentz quale unico altro giocatore a fare registrare in una stagione almeno 200 stoppate e a segnare almeno 100 tiri da tre punti. È inoltre il primo rookie della lega da Tim Duncan con almeno 200 stoppate. Il 29 marzo segna un massimo stagionale di 40 punti, con 20 rimbalzi e 7 assist, nella vittoria per 130-126 ai supplementari sui New York Knicks. Chiude la stagione come primo giocatore nella storia della NBA con almeno 1.500 punti, 250 stoppate e 100 tiri da tre punti segnati. Con una media di 3,6 stoppate a partita è il più giovane giocatore della storia a guidare la lega in quella categoria.
Il 6 maggio 2024 Wembanyama diventa il sesto giocatore della storia a vincere il premio di matricola dell’anno con verdetto unanime. Chiude inoltre secondo nel premio di difensore dell’anno dietro a Rudy Gobert.
Il 14 novembre 2024 Wembanyama registra il suo primato personale, mettendo a segno 50 punti nella partita casalinga di stagione regolare contro i Washington Wizards, vinta dagli Spurs 139-130.
Subito dopo il ritorno dall'All-Star Game di San Francisco, il giocatore ha accusato un problema a un braccio. Dopo gli accertamenti di rito, il 20 febbraio 2025 viene annunciato che la sua stagione si sarebbe chiusa anzitempo a causa di una trombosi venosa profonda. La sua annata termina con 3,8 stoppate di media a partita, il massimo della lega dalla stagione 1998-99. Wembanyama, considerato in quel momento il principale favorito per il premio di difensore dell'anno, è tuttavia ineleggibile per aggiudicarsi tale onore non avendo disputato il minimo richiesto di 65 partite.

## Statistiche
| * | Primo nella lega |

### NBA

#### Regular Season
| Anno      | Squadra           | PG  | PT  | MP   | TC%  | 3P%  | TL%  | RP   | AP  | PRP | SP   | PP   |
| --------- | ----------------- | --- | --- | ---- | ---- | ---- | ---- | ---- | --- | --- | ---- | ---- |
| 2023-2024 | San Antonio Spurs | 71  | 71  | 29,7 | 46,5 | 32,5 | 79,6 | 10,6 | 3,9 | 1,2 | 3,6* | 21,4 |
| 2024-2025 | San Antonio Spurs | 46  | 46  | 33,2 | 47,6 | 35,2 | 83,6 | 11,0 | 3,7 | 1,1 | 3,8  | 24,3 |
| Carriera  | Carriera          | 117 | 117 | 31,1 | 46,9 | 33,9 | 80,9 | 10,8 | 3,8 | 1,2 | 3,7  | 22,5 |

#### Massimi in carriera
- Massimo di punti: 50 vs Washington Wizards (13 novembre 2024)[50]
- Massimo di rimbalzi: 23 vs Denver Nuggets (4 gennaio 2025)
- Massimo di assist: 11 vs Sacramento Kings (1° dicembre 2024)
- Massimo di palle rubate: 6 vs Denver Nuggets (26 novembre 2023)
- Massimo di stoppate: 10 (2 volte)
- Massimo di minuti giocati: 43 vs Philadelphia 76ers (7 aprile 2024)

### Eurolega
| Anno      | Squadra  | PG | PT | MP   | TC%  | 3P%  | TL%  | RP  | AP  | PRP | SP  | PP  |
| --------- | -------- | -- | -- | ---- | ---- | ---- | ---- | --- | --- | --- | --- | --- |
| 2021-2022 | ASVEL    | 13 | 10 | 17,5 | 34,8 | 30,3 | 66,7 | 3,8 | 0,5 | 0,4 | 1,9 | 6,5 |
| Carriera  | Carriera | 13 | 10 | 17,5 | 34,8 | 30,3 | 66,7 | 3,8 | 0,5 | 0,4 | 1,9 | 6,5 |

## Palmarès

### Squadra
- Campionato francese: 1

ASVEL: 2021-2022

### Nazionale
- FIBA Under-16 European Championship (2019)
- FIBA Under-19 World Cup (2021)
- Parigi 2024

### Individuale

#### Giovanili
- ANGT Kaunas All-Tournament Team (2020)

#### LNB Pro A
- LNB Pro A Meilleur Jeune (2021, 2022, 2023)
- LNB Pro A All Star Game MVP (2022)
- LNB Pro A MVP: 1

Metropolitans 92: 2022-2023

#### NBA
- NBA Rookie of the Year (2024)
- NBA All-Rookie First Team (2024)
- NBA All-Defensive Team: 1
- First Team: 2024
- NBA All-Star (2025)
- Miglior stoppatore NBA: 2 (2023-24. 2024-25)

#### Nazionale
- FIBA Under-19 World Cup All-Star 5 (2021)
- FIBA Men's Olympics All-Star Five Parigi 2024
- FIBA Men's Olympics Rising Star Parigi 2024

## Record

### FIBA
- Media stoppate più alta mai fatta registrare in una competizione FIBA (5,7 ai campionati mondiali under-19 del 2021).[51]

### NBA
- Giocatore più giovane a registrare una partita con 20 punti e 20 rimbalzi (19 anni e 338 giorni)
- Centro più giovane di sempre a realizzare una tripla doppia (20 anni e 6 giorni)
- Giocatore più giovane di sempre a realizzare una tripla doppia senza palle perse (20 anni e 6 giorni)